# Рутульское вольное общество
Руту́льское вольное общество (Рутульское бекство, Рутульский магал) — рутульское государственное образование, схожее с демократической республикой, в Южном Дагестане, образовавшееся в VII веке Занимало территорию, являющуюся в настоящий момент юго-западной частью Южного Дагестана. Помимо рутульских, включало цахурские и некоторые лезгинские сёла. На северо-востоке граничило с лакцами, на востоке с агулами и даргинцами, на юго-востоке с лезгинами. Зимы на территориях рутульцев холодные, лето прохладное, склоны гор с травянистой растительностью являются хорошими пастбищами. Жители вели оседлый образ жизни, занимались коневодством, отгонным овцеводством, кузнечным делом, керамикой и охотой.

## История
До присоединения к России рутульцы представляли собой «вольное общество», известное также под названием «Рутульский магал». Вольное общество представляло собой политический союз сельских общин. Управляли этим обществом (магалом) — рутульские беки (старшины), которые были постоянными военачальниками. Для решения важных вопросов беки были обязаны созывать народное собрание.
Рутульцы испытывали определённое культурное и лингвистическое влияние со стороны азербайджанцев. Рутульское вольное общество являлось одним из крупнейших вольных обществ (наряду с ахтынским, докузпаринским и алтыпаринским вольными обществами) и состояло из всех рутульских сёл и части лезгинских.
Имеются сведения, что уже в конце XVI в. рутульские беки имели связи с правительствами соседних стран. Не исключено наличие уже тогда Рутульского вольного общества, как политического объединения значительной части рутулов.
Одним из подтверждений древнего возраста Рутульского вольного общества является письмо тарковского шамхала царю Федору Ивановичу от 1598 года, в котором среди союзных шамхалу войск упомянуты рутульское и хновское войска.
В XVIII веке в Рутульское вольное общество входили не только рутульские, но и цахурские, а также некоторые захваченные лезгинские селения. Включение лезгинских сел часто производилось насильственно. Сохранилось предание о кровопролитной борьбе Рутула с лезгинским селом Хрюг, которое вместе с другими лезгинскими селами рутульцам впоследствии удалось присоединить к своему магалу. В то же самое время два рутульских селения Ихрек и Мюхрек входили в состав Казикумухского ханства, а сёла Борч и Хнов и были под властью Ахтыпаринского магала.
Селения Рутульского вольного общества (все рутульские сёла, а также ряд лезгинских — Хрюг, Зрых, Гогаз, Усур, Ялах, Луткун) должны были выполнять повинность, называемую пахта, принимая по 100—300 человек из главного селения Рутул в гости, предоставляя им продукты питания, а также корм для их сельскохозяйственных животных, из-за чего отношения внутри вольного сообщества были напряжёнными. За отказ Рутулу в пахте часто происходили стычки с Шиназом и Хрюгом. В таких случаях все остальные сёла общества должны были помогать Рутулу, однако, Кала и Уна помогали жителям Шиназа, а Лучек и Амсар старались быть нейтральными. Хрюг, вплоть до сожжения, всегда воевал с Рутулом без какой-либо помощи со стороны других сёл.
В 1536 году рутульские беки в союзе с Шамхальством нападают, разоряют и сжигают Ахты. Ахтынцы, привыкшие поддерживать свою значимость при помощи столицы ширваншахов — Шемахи, ставшей с 1538 году местопребыванием беглярбеков Ширвана, — обратились к новой власти, в лице правителя Дербента беглярбека Алхас-мирзы Сефевида. Алхас-мирза, действуя в интересах Ирана, желавшего закрепиться на суннитской территории, организовал нападение на Рутул. В результате, Рутул, находившийся в союзе с Кумухом, был сожжён в 1541—1542 годах, кызылбашско-ахтынским войском. Алхас-мирза являлся представителем властей Ирана на Северо-восточном Кавказе, правителем сефевидского уезда, имевшего своим центром Дербент. В 1541 ахтынский бек, поддерживаемый Дербентским правителем, нападает, грабит и сжигает Рутул. В 1542 году рутульцы, при поддержки Кубы, вновь разграбили Ахты. В 1574 году в Рутуле утверждается Газибек, представитель Шамхальской династии.
Имя этого бека упоминается ещё несколько раз: в 1588 г. турецкий султан Мурад III направляет Газибеку грамоту о пожаловании ему ханства. Лет через десять уже персидский шах Аббас предлагает Газибеку оказать помощь цахурскому правителю Махмедбеку. В 1606 г. шах Аббас жалует Газибеку селение Нудгуши.
В 1728 г. И. Г. Гербер описывал Рутульское и другие самурские общинные союзы:
«Сии пять союзов крепко заедино стоят, и что одному учинится, то и другие так, как себе учинено, почитают», «… хотя всякая деревня своего старшину имеет, однакож обыватели оным мало послушны бывают, ибо всяк сам собою господином. И хотя оные все воры и грабежники, однако ж в Кубе нападения и воровства никакого не чинят, чтоб чрез то волю не потерять …; токмо свой воровской промысел употребляют далее в горах и к Грузии. Оные употребляют оружие огненное, добрые сабли и много панцеров, люди смелые и огня не боязливые». «Понеже народ вольный, доходов и податей никому не платят, но и впредь платить не будут и, надеясь на крепкую ситуацию их места, не опасаются, чтобы кто их в подданство привесть и принуждать может. Оные никогда ни под персидскою, ни под какою другою властью не стояли, и хотя прежде сего султаны дербентские их яко подданными к Персии почесть хотели, и к тому принуждать трудились, и для того часто великая команда из Дербента посылалась, чтобы их силою под владение привесть, однакож дагестанцы всегда противились, и высланных дербенцов кровотекущими головами назад отсылали».

## Рутульское вольное общество в XVIII—XIX веках

### Совет старейшин
Совет старейшин был оперативным органом управления сельских общин, который имел широкие полномочия и не ограничивался обсуждением вопросов, требующих неотложного решения. Он являлся малым джамаатом и фактически высшим органом управления общины, имеющим «практически все верховные полномочия» и заменявший «собой народное собрание», который, как сельский сход, но более оперативно, решал вопросы взаимоотношения с другими обществами, охраны границ, распределения общественных земель, аренды летних и зимних пастбищ, созыва сельского схода, проведения общественных работ (строительство общественных зданий, мостов, дорог, оросительных систем; благоустройство сёл, кладбищ) и т. д. Это высший, после народного собрания, орган, который можно сопоставить (в упрощенном варианте и с учётом ряда особенностей) с органами правления в древних гражданских общинах. Главными административно-должностными лицами сельских общин были старшины, выбираемые на ежегодном (в основном) народном собрании (сходе). А. В. Комаров говорит о «совете старшин» рутулов, как органе, которым они управлялись вместе с выборными старшинами. У рутулов, главным критерием при выборе старейшин была безупречная репутация.

### Русско-Кавказская война (1817—1864)
В начале XIX века в регионе начался новый, более усиленный этап военной экспансии российской империи и рутулы оказывали сопротивление этой экспансии.
Рутулы отказывались платить подати в царскую казну и сопротивлялись попыткам царских генералов подчинить их царю.

## Правители
- Къази-бег (уп.1574-уп.1601)
- Ибрагим-хан (уп.1626-уп.1635)
- Гьасан-хан (XIX век)

## Географические данные
На северо-востоке граничило с лакцами, на востоке с агульцами и даргинцами, на юго-востоке с лезгинами.

### Климат
Зимы на территориях рутульцев холодные, лето прохладное, склоны гор с травянистой растительностью являются хорошими пастбищами.

## Экономика
Жители вели оседлый образ жизни, занимались коневодством, отгонным овцеводством, кузнечным делом, керамикой и охотой.